# 四齿矶蟹
四齿矶蟹（学名：Pugettia quadridens）为蜘蛛蟹科矶蟹属的动物。分布于朝鲜、日本，包括南海、东海、山东半岛、渤海湾、辽东湾等海域，生活环境为海水，多见于低潮线以及有水草、泥沙的水底。